# Luka Kerin
Luka Kerin, né le 23 mars 1999 à Brežice, en Slovénie est un footballeur slovène qui évolue au poste d'ailier gauche au NK Bravo.

## Biographie

### Débuts professionnels
Né à Brežice en Slovénie, Luka Kerin est formé par le NK Krško. En mai 2015 il est recruté par l'Inter Milan, poursuivant donc sa formation en Italie.
En 2017 il est prêté au club de ses débuts, le NK Krško. Il joue son premier match en professionnel le 10 septembre 2017 face au NK Olimpija Ljubljana lors de la saison 2017-2018. Son équipe s'incline par quatre buts à deux ce jour-là.

### NK Celje
En janvier 2018 Luka Kerin rejoint le NK Celje, signant un contrat jusqu'en mai 2020. Il joue son premier match pour le NK Celje le 25 février 2018 face au NK Olimpija Ljubljana lors de la saison 2017-2018. Son équipe s'incline par deux buts à un ce jour-là. Il inscrit son premier but dès son deuxième match, le 7 mars 2018 face au ND Gorica, contribuant ainsi à la victoire de son équipe par deux buts à zéro.
Luka Kerin remporte le premier titre de sa carrière en étant sacré Champion de Slovénie en 2019-2020.

### NK Bravo
Le 6 février 2022, Luka Kerin quitte le NK Celje afin de s'engager en faveur du NK Bravo.
Kerin inscrit son premier but pour le NK Bravo dès sa première apparition pour le club, le 13 février 2022, face au NŠ Mura, en championnat. Il entre en jeu et les deux équipes se neutralisent ce jour-là (2-2 score final).

### En sélection
De 2016 à 2017 Luka Kerin représente l'équipe de Slovénie des moins de 17 ans. Il compte un total de cinq matchs dans cette catégorie, pour un but.

## Palmarès
NK Celje
- Championnat de Slovénie (1) :
  - Champion : 2019-20.